# Andrew Graham (Astronom)

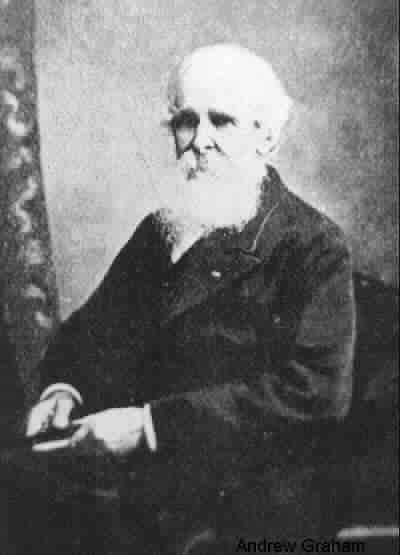
Andrew Graham

Andrew Graham (* 8. April 1815 im County Fermanagh; † 5. November 1908) war ein irischer Astronom.

## Leben
Er entdeckte am 25. April 1848 am Observatorium von Markree Castle im County Sligo (Irland) den neunten Asteroiden Metis.
Zwischen 1848 und 1856 entdeckten er und sein Assistent aus Meridianbeobachtungen rund 60.066 Sterne entlang der Ekliptik, von denen nur 8.965 bereits bestimmt waren. Ihr Katalog wurde in vier Bänden veröffentlicht. Graham galt als ein außergewöhnlicher Beobachter. Er berechnete die Bahnen von 198 Kometen für ein im Jahre 1852 veröffentlichtes Buch.